# Wroughtonia petila
Wroughtonia petila är en stekelart som beskrevs av Chou och Hsu 1998. Wroughtonia petila ingår i släktet Wroughtonia och familjen bracksteklar. Inga underarter finns listade i Catalogue of Life.